# Rhantus sexualis
Rhantus sexualis är en skalbaggsart som beskrevs av Zimmermann 1919. Rhantus sexualis ingår i släktet Rhantus och familjen dykare. Inga underarter finns listade i Catalogue of Life.